# Ars subtilior
Ars subtilior là một phong cách âm nhạc đặc trưng bởi sự phức tạp của nhịp điệu và ký hiệu xuất hiện ở miền nam nước Pháp tại Paris và Avignon; cũng như ở miền bắc Tây Ban Nha vào cuối thế kỷ 14. Thường thuật ngữ được sử dụng trong tương phản với ars nova, áp dụng cho các phong cách âm nhạc của thời kỳ trước từ khoảng 1310 đến khoảng 1370; mặc dù một số học giả thích xem xét các ars subtilior một tiểu thể loại của phong cách trước đó.

## Tổng quan
Các tác phẩm ars subtilior rất tinh tế, phức tạp, khó khăn để hát, và có lẽ đã được sản xuất, hát và được hưởng một lượng khán giả nhỏ là các chuyên gia và những người sành. Các tác phẩm là các bài hát thế tục có nội dung về tình yêu, chiến tranh, tinh thần hiệp sĩ và những câu chuyện từ thời cổ đại.

## Đặc điểm ki hiệu
Một trong những kỹ thuật của ars subtilior là bằng các ghi chú màu đỏ

## Các nhà soạn nhạc nổi bật
- Johannes Ciconia
- Baude Cordier
- Martinus Fabri
- Paolo da Firenze
- Antonio Zacara da Teramo